# Les Poupées (film, 1987)
 (novembre 2021).
Pour les articles homonymes, voir Les Poupées.
Pour plus de détails, voir Fiche technique et Distribution.
Les Poupées (Dolls) est un film américano-italien réalisé par Stuart Gordon et sorti en 1987.

## Synopsis
Un soir d'orage, Judy, une fillette, son père et sa marâtre tombent en panne et trouvent refuge dans un grand manoir occupé par un vieux couple étrange, les Hardwicke. Le vieil homme est un fabricant de jouets, de poupées et de pantins. La maison est pleine de ces figurines de porcelaine ou de bois. Pendant le repas, trois autres personnes viennent à leur tour s'abriter chez les Hardwicke : un homme au tempérament plutôt enfantin et deux filles punks, lesquelles font rapidement main basse sur tous les objets qui leur plaisent dans la maison. Mais ce soir-là, les poupées vont bientôt se révéler comme étant possédées, agressives, violentes : en un mot, vivantes. Elles attaquent les personnes malveillantes comme les deux filles punks voleuses de choses de valeurs, la marâtre abusive envers Judy et le père malintentionné qui soutient les actes de la marâtre. Seul l'homme enfantin et la jeune Judy trouvent grâce parce qu'ils sont bienveillants, mais les personnes malintentionnées sont changées en poupées. Le vieux couple se révèle être finalement des enchanteurs. Après le départ de l'homme enfantin et de la jeune Judy, une famille dysfonctionnelle arrive à son tour au manoir.

## Fiche technique
- Titre français : Les Poupées
- Titre original : Dolls
- Réalisation : Stuart Gordon
- Scénario : Ed Naha
- Musique : Fuzzbee Morse
- Photographie : Mac Ahlberg
- Montage : Lee Percy
- Production : Brian Yuzna
- Sociétés de production : Empire Pictures et Taryn Productions Inc.
- Société de distribution : Empire Pictures
- Pays de production:  États-Unis
- Format : Couleurs - 1,85:1 - Stéréo - 35 mm
- Genre : Horreur
- Budget : 12000000 $
- Durée : 78 min
- Dates de sortie :
  - États-Unis : 29 mai 1987
  - France : 29 avril 1987
- Film interdit aux moins de 12 ans lors de sa sortie en France

## Distribution
- Carrie Lorraine : Judy Bower
- Ian Patrick Williams (VF : Julien Thomast) : David Bower
- Carolyn Purdy (VF : Martine Messager) : Rosemary Bower
- Guy Rolfe (VF : Jacques Berthier) : Gabriel Hartwicke
- Hilary Mason : Hilary Hartwicke
- Stephen Lee : Ralph Morris
- Bunty Bailey (VF : Maïk Darah) : Isabel Prange
- Cassie Stuart (VF : Isabelle Ganz) : Enid

## Autour du film
- Dans le film, le vieux Gabriel offre à la petite Judy une poupée haute de 60 cm qui ressemble à Guignol, et surnommé Mr Polichinelle. La poupée s'appelle Mr. Punch dans la version originale.
- Le tournage s'est déroulé à Rome, en Italie. Le film devait à l'origine s'appeler The Doll (en français : La poupée) et ne devait concerner qu'une poupée démoniaque dans le manoir, mais le scénariste, Ed Naha, transforma l'idée, pour en faire une armée de poupées, marionnettes, soldats de bois, constituée en outre d'un ours en peluche géant. La jaquette actuelle du film est en fait celle de The Doll, la poupée tenant ses yeux entre ses doigts. Charles Band, le producteur, avait voulu imposer à Stuart Gordon un film plus agressif. Il déclara : « Je veux un Re-animator avec des poupées ! » mais cependant Gordon modifia l'histoire, pour lui donner un aspect de conte de fées macabre - plutôt qu'un réel film d'horreur - qui aurait pu rebuter un public plus jeune. Le film devait durer plus longtemps, toutefois Stuart Gordon n'avait pas le temps de tourner les séquences supplémentaires. Il confiera de toute façon que le film « à 1 h 17 est parfait pour [lui], 10 ou 15 minutes supplémentaires n'auraient pas rendu le film meilleur, au contraire ». En attendant que les effets spéciaux avec les poupées soient finalisés, le réalisateur tourna From Beyond dans les studios voisins ; studios ayant été rachetés par Charles Band. Stuart Gordon a été, à un moment, très intéressé quant à donner une suite du film : le scénario aurait suivi Judy et Ralph de retour à Boston, où Ralph aurait été marié à la mère de Judy.
- La photo en gros plan d'Enid saisissant sa ceinture « Boy Toy » était en fait la nièce de Carolyn Purdy-Gordon pour remplacer Cassie Stuart, qui n'était pas disponible au moment de la fusillade des soldats de bois.
- Dans la mesure où Empire Pictures voulait que le film fût davantage dans le ton de Re-Animator (1985), des séquences d'horreur supplémentaires furent tournées pour la scène de la mort de Rosemary. Par exemple, une scène fut tournée montrant une poupée qui arrachait une partie de ses intestins mais la scène a finalement été abandonnée, le réalisateur pensant que cela ne correspondait pas vraiment au ton du film.
- Les sons et chuchotements des poupées ont été faits par un groupe d'amis du réalisateur ainsi que par sa famille elle-même (ses enfants et sa femme, Carolyn Purdy-Gordon).
- Dans une interview, Stuart Gordon évoque une anecdote à propos de l'attaque des poupées sur Rosemary : « Je suis heureux que vous ayez apprécié le meurtre de ma femme - c'est pareil pour moi. Carolyn était très irritée qu'un cascadeur italien souhaite la doubler dans le plan où elle doit passer par la fenêtre, et elle a insisté pour réaliser cette cascade elle-même. Ça l'a énervée que quelqu'un puisse penser qu'un homme allait prendre sa place. Parce qu'elle n'a peur de rien. Et il fallait bien ça pour rester mariée avec moi. »
- Carrie Lorraine, la petite Judy dans le film, se souvient que la seule chose qui lui ait fait réellement peur, ne fut pas les poupées, mais Teddy, l'ours en peluche géant. Stuart Gordon profita de cela pour rallonger un peu la scène.
- En France, le film a été édité pour la première fois sur support numérique le 3 février 2015 chez l'éditeur Sidonis Calysta avec une avant-première le 8 novembre 2014 dans le magazine Mad Movies.
- Stuart Gordon a raconté comme lui est venu l idee du film : « Un jour je suis allé dans un musée du Winsconsin, où il y avait un étage avec des centaines de poupées de porcelaine victoriennes, et à un moment je me suis retrouvé enfermé...  et c'est là que j'ai commencé à flipper car je jurais que les poupées me suivaient du regard et bougeaient leurs têtes,comme dans le film ».
- La bande originale du film est sortie uniquement sur support vinyle LP le 21 février 2025.

## Distinctions

### Nomination
- Young Artist Awards
  - Meilleure jeune actrice dans un film d'horreur pour Carrie Lorraine

### Récompense
- Fantafestival
  - Meilleurs effets spéciaux